# Ramón Valdés
Ramón Esteban Gómez Valdés y Castillo (Cidade do México, 2 de setembro de 1924 — Cidade do México, 9 de agosto de 1988)  foi um ator, humorista e comediante mexicano que celebrizou-se ao interpretar o personagem Don Ramón (Seu Madruga, no Brasil) na série de televisão El Chavo del Ocho (Chaves), além de ter atuado nos mais diversos papéis em outras produções do escritor Roberto Gómez Bolaños, tais como El Chapulín Colorado e Chespirito.
Sua carreira teve início na Era de Ouro do Cinema Mexicano, junto com seus irmãos Manuel "El Loco" Valdés e Germán Valdés Tin Tán.

## Biografia

### Primeiros anos
Nascido na Cidade do México em 2 de setembro de 1924, seus pais eram Rafael Valdés Gómez e Guadalupe Castillo. Na família era conhecido como "Moncho" que como todos os outros filhos do casal tinham seus próprios apelidos. Quando tinha dois anos, se mudou com a família para Ciudad Juárez, no estado de Chihuahua, onde seus irmãos, Germán Valdés Tin Tán, Manuel "El Loco" Valdés e Antonio Valdés "El Ratón Valdés" começaram a trabalhar como atores. Assim, Ramón seguiu os passos dos irmãos e também se tornou ator. Era tio do cantor e ator Cristian Castro, filho do seu irmão El Loco.

## Carreira

### Atuação no cinema
No início da carreira atuou em pequenos filmes, junto com seu irmão Tin Tán (na maioria das vezes), e também com papéis nos filmes de Pedro Infante e Cantinflas.
Durante a Época de Ouro do cinema mexicano, Ramón foi um veterano no cinema, trabalhou em mais de 50 filmes, nos quais destacam-se "Calabacitas tiernas" (1949), "El rey del barrio" (1950), "Soy Charro de Levita" (1949), "La marca del Zorrillo" (1950), "Fuerte, audaz y valiente" (1963) e "El capitán Mantarraya" (1973).

### Chespirito e os anos de fama
Embora tenha dedicado a maior parte de seu trabalho ao cinema, a carreira de Ramón atingiu seu ápice na TV, com El Chavo del Ocho, que no Brasil passou a se chamar simplesmente de Chaves. Em 1968, Roberto Gómez Bolaños, mais conhecido como Chespirito, o convidou para fazer parte de seu elenco ao lado da atriz María Antonieta de las Nieves (Chiquinha) e Rubén Aguirre (Professor Girafales). Juntos, dão início ao programa Los supergenios de la mesa cuadrada, que em 1970 se transformou no Programa Chespirito e durou até 1973.[carece de fontes?]

Ramón Valdés como Don Ramón (Seu Madruga, no Brasil), seu personagem mais famoso.

Em 1970, Chapolin Colorado estreia e em 1972 é a vez de El Chavo del Ocho. Embora tenha se destacado como Seu Madruga, Ramón Valdés fez várias outras interpretações, como o pirata Alma Negra, Tripa Seca e a paródia aos EUA Super Sam.
As pessoas que conviveram com Ramón Valdés afirmam que ele era, além de muito talentoso, uma pessoa divertida e atenciosa. Roberto Bolaños chegou a dizer que ele foi o único comediante que já o fez "morrer de rir". Afirmação semelhante teria feito Edgar Vivar, o Senhor Barriga. Com o público, dizia-se que Ramón Valdés era sempre muito amável e respeitoso.[carece de fontes?]

### Saída dos programas de Chespirito
Apesar da fama e reconhecimento, em 1979, Valdés se retirou dos programas de Chespirito. Na época, Ramón estava precisando de dinheiro para quitar uma casa e pediu um empréstimo à Chespirito, mas ele não lhe concedeu o empréstimo. Ao mesmo tempo, Ramón recebeu um convite para trabalhar em um circo, onde iria ganhar muito dinheiro. Assim, por questões financeiras, Ramón decidiu ir trabalhar no circo e deixar os programas de Chespirito. Mas este não teria sido o único motivo da saída. Nos bastidores, comentou-se que Ramón estava insatisfeito com a direção do programa e já não trabalhava com a mesma alegria - o que também o fizera decidir sair. Em uma entrevista, Esteban Valdés, filho do ator, declarou que a saída de seu pai foi porque Florinda Meza, então esposa de Gómez Bolaños — embora ambos tenha formalizado o casamento apenas em 2004 —, começou a interferir na direção e queria o controle total sobre o programa. Essa situação teria causado desconforto para Valdés, preferindo receber ordens apenas de Gómez Bolaños, a quem lhe devia sua fama. Sua saída seguiu-se a de Carlos Villagrán, que ocorreu meses antes. Após deixar o elenco, Ramón ficou um tempo se dedicando a projetos pessoais. Trabalhou no Circo Orins, onde fez shows por todo o México e em parte da América do Sul. Também esteve no filme "Okey Mister Pancho" (1981).
Em 1981, no entanto, Ramón Valdés voltou a trabalhar com Roberto, desta vez com o seriado Chespirito, que voltara a ser gravado. Porém, Ramón permaneceu menos de um ano no programa. Perto do final do ano, ele saiu definitivamente. Segundo a família de Ramón, ele voltou porque sentia falta do programa, porém a situação com Florinda Meza continuou a mesma, o que levou Ramón a decidir sair em definitivo.
Em 1982, o ator passou a trabalhar com Carlos Villagrán (Quico) na Venezuela, a convite do próprio Carlos, que havia saído em 1979 e tido divergências com Roberto Bolaños. Ambos fizeram várias viagens para apresentar o show Federrico, onde Ramón interpretava Don Moncho, personagem muito semelhante ao Seu Madruga.[carece de fontes?] No entanto, devido à baixa audiência do programa, Ramón só participou da primeira temporada e depois retornou ao México.
Em 1987, trabalhou com Carlos Villagrán mais uma vez no programa ¡Ah que Kiko! ("Kiko" passou a ser usado por Villagrán pelo fato de Roberto Bolaños ter os direitos sobre o nome "Quico"), mas não ficou muito tempo, já que também se dedicava ao seu circo.[carece de fontes?]
Ramón Valdés era amigo de praticamente todos os seus colegas, mas teve especial amizade com Angelines Fernández e Edgar Vivar. Ramón e Angelines trabalharam juntos na era de ouro do cinema mexicano e sempre foram muito próximos, sendo que foi o próprio Ramón quem indicou Angelines a Chespirito para que ela participasse de seus programas.
Edgar Vivar e Valdés eram vizinhos, segundo o próprio Edgar, em algumas entrevistas, muitas vezes iam para as gravações juntos. Pouco antes de Ramón Valdés falecer, Edgar Vivar lhe fez uma visita no hospital e Valdés brincando lhe disse: "Senhor Barriga, não poderei mais lhe pagar o aluguel", conta Edgar emocionado ao falar do amigo.
Nos últimos anos de sua vida, Valdés dedicou-se a viajar com seu circo por todo o México. Um de seus últimos trabalhos foi um comercial de um doce que gravou no Peru em 1987.

## Vida pessoal
Foi casado três vezes e teve dez filhos. Sua primeira esposa foi Ermelinda Andrade, com quem teve os filhos Rafael e Ramón; com a segunda esposa, a cantora Aracely Julián (do trio "Las Hermanas Julián"), teve mais cinco fihos: Aracely, Gabriela, Esteban, Carmen e Selene; e, de seu casamento com Claudia Akel, teve Jorge, Diana e Miguel. No futebol, Ramón Valdés era torcedor do Necaxa.

### Doença e morte
Em 1985, dois tumores malignos foram descobertos em seu estômago e em seu pulmão, mas a família de Ramón decidiu não contar a ele por temer sua reação e pediu aos médicos que fizessem o mesmo. Mesmo sem nunca ter sabido da doença e ter continuado a trabalhar, Ramón viajou em turnê ao Peru em 1988, mas sentiu-se mal ao desembarcar do avião e precisou voltar ao México, sendo internado logo em seguida. Valdés era um fumante muito ativo, não largando o vício nem mesmo quando permaneceu internado. Passou a maior parte dos seus últimos dias sedado após mais de dois meses internado no Hospital Santa Lena por conta das fortes dores. No dia 9 de agosto de 1988, morreu aos 63 anos de idade, devido a um câncer de estômago que se espalhou pelo corpo e atingiu a sua coluna vertebral. Encontra-se sepultado no cemitério Mausoleos del Ángel, na Cidade do México.

#### Declaração controversa de Carlos Villagrán sobre Valdés
Em várias entrevistas, Carlos Villagrán, que fazia o Quico no seriado Chaves, declarou que Roberto Gómez Bolaños e os outros atores da série sentiam inveja dele porque o Quico fazia mais sucesso entre os fãs do seriado do que o próprio Chaves. Villagrán diz que, por causa dessa inveja, ele foi expulso do programa e que, diante dessa situação, Ramón Valdés decidiu sair da série em solidariedade a ele. Mas isso não bate com declarações do próprio Ramón e de sua família, que afirmam que Valdés saiu por questões financeiras e porque ficou incomodado com a interferência de Florinda Meza na direção do programa. Além disso, em 1981, o próprio Ramón Valdés deu uma entrevista onde negou que saiu para apoiar Carlos Villagrán e ainda fez várias críticas a ele. "O que aconteceu foi que a minha saída coincidiu com a do Quico, o das bochechas infladas, e pensaram que eu saí para apoiá-lo. Mas eu nunca estive de acordo com o jeito que ele se comportava. Ele era fofoqueiro, invejoso, mal-agradecido e queria ser a estrela do programa. Sempre queria tudo a sua maneira...", disse Ramón na entrevista. Apesar dessas críticas, Ramón aceitou trabalhar com Carlos Villagrán posteriormente. Fãs acreditam que Ramón aceitou trabalhar com Villagrán por dinheiro, já que o salário dos programas de Villagrán era mais alto do que os de Chespirito.

#### Polêmica declaração de Florinda Meza sobre Valdés
Em 2016, numa entrevista para o apresentador Gugu Liberato, para o Programa do Gugu,  Florinda Meza contou que Ramón Valdés era o único ator de Chaves que teve problemas com drogas. A declaração teve grande repercussão em toda a América Latina. Florinda foi muito criticada por ter dito isso e acusada de tentar estragar a memória de Ramón. Alguns ex-integrantes do elenco, como Carlos Villagrán e Maria Antonieta de las Nieves, negaram que Ramón usou drogas e chamaram Florinda de mentirosa. Os filhos do ator ameaçaram processar Florinda, que se arrependeu de ter dito isso e pediu desculpas.

## Legado
Até hoje, Ramón Valdés tem um grande número de fãs e é considerado um dos melhores comediantes da América Latina. No Brasil, o Seu Madruga, personagem de Ramón no seriado Chaves, é extremamente cultuado e muitas pessoas o tem como o personagem favorito da série.
Em 2010, foi lançado o livro Seu Madruga - Vila e Obra, escrito por Pablo Kaschner.
Em 2012, fãs brasileiros visitaram o cemitério onde Ramón Valdés e Angelines Fernández estão enterrados, na Cidade do México. Na ocasião, os fãs encontraram os túmulos dos dois em mau estado de conservação e ajudaram a repará-los. Como forma de tributo, os fãs também repuseram algumas letras que faltavam nas lápides.
Em 2018, um dos filhos de Ramón, Esteban Valdés, anunciou que iria fazer um documentário sobre o seu pai. No mesmo ano, Esteban e Miguel Valdés, um dos netos de Ramón, vieram ao Brasil para gravar imagens do documentário com fãs brasileiros de Chaves. Em maio de 2019, Esteban divulgou o primeiro teaser do documentário, que se chama Con permisito dijo Monchito. O documentário foi publicado no youtube, dividido em vários episódios.
Em 2022, Esteban Valdés, o filho de Ramón, esteve novamente no Brasil. Desta vez, ele veio para prestar um tributo ao seu pai, em eventos que ocorreram em São Paulo e em Niterói. Nesses eventos, Esteban mostrou a calça, o chapéu e outros itens raros que Ramón usava nas gravações dos programas.

## Filmografia

### Cinema
| Ano  | Filme                                           | Papel                      | Notas         |
| ---- | ----------------------------------------------- | -------------------------- | ------------- |
| 1949 | Calabacitas tiernas                             | Willy                      |               |
| 1949 | Soy charro de levita                            | Don Primitivo              |               |
| 1949 | Novia a la medida                               | Amigo de Rafael            | Não creditado |
| 1950 | El rey del barrio                               | El Norteño                 |               |
| 1950 | La marca del Zorrillo                           | Guarda                     |               |
| 1950 | Simbad el mareado                               | Hampón com lentes          | Não creditado |
| 1950 | El Revoltoso                                    | Detetive                   |               |
| 1951 | ¡Ay amor, cómo me has puesto!                   | Panadero                   |               |
| 1951 | ¡Mátenme porque me muero!                       |                            | Não creditado |
| 1952 | Las locuras de Tin Tán                          | Detetive                   |               |
| 1952 | El bello durmiente                              | Cavernario                 |               |
| 1953 | Me traes de un ala                              | González                   |               |
| 1953 | El vagabundo                                    |                            |               |
| 1953 | Dios los cría                                   | Ramón / Otto Frijoleskraft |               |
| 1953 | El mariachi desconocido                         | Detetive                   |               |
| 1954 | Mulata                                          | Marinheiro                 | Não creditado |
| 1955 | Escuela de vagabundos                           | Taxista                    |               |
| 1955 | La vida no vale nada                            | Motorista de ônibus        | Não creditado |
| 1956 | Una movida chueca                               | Preso                      |               |
| 1956 | Pura vida                                       | Caimán                     |               |
| 1956 | El sultán descalzo                              | Vendedor de tacos          | Não creditado |
| 1956 | El vividor                                      | El Norteño                 |               |
| 1956 | Botas de oro                                    |                            | Não creditado |
| 1956 | El inocente                                     | Mecânico                   | Cameo         |
| 1957 | Las aventuras de Pito Pérez                     | Trailero                   |               |
| 1957 | Los tres mosqueteros y medio                    | Rochefort                  |               |
| 1958 | Escuela para suegras                            | Albañil                    | Não creditado |
| 1958 | Refifi entre las mujeres                        | Empregado de Don Luis      | Não creditado |
| 1958 | La odalisca nº 13'                              |                            |               |
| 1959 | Tres lecciones de amor                          | Tijerino                   |               |
| 1959 | El cofre del pirata                             |                            |               |
| 1959 | Vivir del cuento                                |                            |               |
| 1959 | Escuela de verano                               | Anastacio                  |               |
| 1960 | Variedades de medianoche                        |                            |               |
| 1960 | Tin Tan y las Modelos                           | Cocodrilo                  | Não creditado |
| 1960 | Una estrella y dos estrellados                  | Hipólito                   |               |
| 1960 | El fantasma de la opereta                       | Policial                   | Não creditado |
| 1961 | El pandillero                                   |                            |               |
| 1961 | El pandillero                                   |                            |               |
| 1961 | El duende y yo                                  |                            |               |
| 1961 | Viva Chihuahua                                  |                            |               |
| 1961 | Escuela de valientes                            | Andreas                    | Não creditado |
| 1961 | Juventud rebelde                                | El ratas                   | Não creditado |
| 1962 | El malvado Carabel                              | Tendero                    |               |
| 1962 | Ruletero a toda marcha                          | Juiz do registro civil     |               |
| 1962 | El centauro del Norte                           |                            |               |
| 1962 | Cazadores de asesinos                           | Bandido                    | Não creditado |
| 1962 | Dinamita Kid                                    | Damián                     |               |
| 1962 | Los valientes no mueren                         |                            |               |
| 1962 | ¡En peligro de muerte!                          |                            |               |
| 1963 | Los Amigos Maravilla en el mundo de la aventura |                            |               |
| 1963 | El tesoro del rey Salomón                       | Ali Ben                    |               |
| 1963 | Vuelven los Argumedo                            | Ramírez                    | Não creditado |
| 1963 | Fuerte, audaz y valiente                        |                            |               |
| 1963 | Entrega inmediata                               | XU 777                     | Não creditado |
| 1964 | Buenos días, Acapulco                           | Empregado de Ricardo       |               |
| 1964 | Vivir de sueños                                 |                            |               |
| 1964 | Mi alma por un amor                             | Diretor de cinema          |               |
| 1964 | Héroe a la fuerza                               | Pai de Caim e Abel         |               |
| 1964 | Campeón del barrio                              | Gancho                     |               |
| 1964 | El amor no es pecado (El cielo de los pobres)   | Dom Cosme                  |               |
| 1965 | El padre Diablo                                 |                            |               |
| 1965 | Diablos en el cielo                             |                            |               |
| 1965 | El pecador                                      | Mesero Juan                |               |
| 1965 | Mi héroe                                        |                            |               |
| 1965 | El rifle implacable                             | Roque                      |               |
| 1965 | Tintansón Crusoe                                | God Mio Mao                |               |
| 1965 | Los fantasmas burlones                          |                            |               |
| 1965 | El señor doctor                                 | Paciente vendado           |               |
| 1966 | El tragabalas                                   | Soldado                    |               |
| 1966 | El falso heredero                               | Joselito, o vagabundo      |               |
| 1966 | Cargamento prohibido'"                          | Homem no cabaré            | Não creditado |
| 1966 | Cada quién su lucha                             | Malhechor                  |               |
| 1967 | Crison                                          | Efraín                     |               |
| 1968 | Corona de lágrimas                              | Don Romualdo Conductor     | Não creditado |
| 1969 | Duelo en El Dorado                              | Esbirro de Poveda          | Não creditado |
| 1969 | El aviso inoportuno                             | El sastre                  |               |
| 1970 | Gregorio y su ángel                             |                            |               |
| 1970 | El cuerpazo del delito                          | El gordo                   |               |
| 1970 | La hermanita Dinamita                           | Motorista da ambulância    |               |
| 1970 | Chanoc en las garras de las fieras              | Don Arturo                 |               |
| 1970 | ¡Ahí, madre!                                    | Treinador de futebol       |               |
| 1970 | El profe                                        | Pai de Martín              |               |
| 1971 | Los Beverly del Peralvillo                      |                            |               |
| 1972 | Chanoc contra el tigre y el vampiro             |                            |               |
| 1972 | Hijazo de mi vidaza                             |                            |               |
| 1973 | Entre pobretones y ricachones                   |                            |               |
| 1973 | Chanoc y las tarántulas                         | Tsekub Baloyán             |               |
| 1973 | El capitán Mantarraya                           |                            |               |
| 1975 | Chanoc en el foso de las serpientes             | Tsekub Baloyán             |               |
| 1977 | Chanoc en la isla de los muertos                | Tsekub Baloyán             |               |
| 1979 | El Chanfle                                      | Técnico Moncho Reyes       |               |
| 1979 | El secuestro de los cien millones               |                            |               |
| 1979 | En esta primavera                               |                            |               |
| 1979 | Chanoc en el circo Unión                        | Tsekub Baloyán             |               |
| 1981 | OK Mister Pancho                                | Gran Jefe Chivo Loco       |               |
| 1983 | El más valiente del mundo                       |                            |               |
| 1983 | Los gatilleros del diablo                       |                            |               |
| 1984 | Luis Miguel, aprendiz de pirata                 |                            |               |
| 1985 | Los gatilleros del diablo                       | Compadre Lucas             |               |
| 1986 | El mas valiente del mundo                       |                            |               |

### Videoclipes Musicais
| Ano  | Videoclipe                         | Álbum            | Notas | Ref.   |
| ---- | ---------------------------------- | ---------------- | ----- | ------ |
| 1984 | Luis Miguel - Tú No Tienes Corazón | Palabra de honor |       | [ 29 ] |

### Televisão
- El Ciudadano Gómez (1968), vários personagens.
- Doctor Chapatin (1968-1979), vários personagens.
- Los Supergenios de la Mesa Cuadrada (1968-1971), como Ingeniebrio Ramón Valdés y Tirado Alanis entre outros personagens.
- Chespirito (1970-1973), vários personagens.
- Pancada Bonaparte (1970-1972), como Maestro Yesero e outros personagens.
- El Chapulín Colorado (1970-1979), como Rascabuches, Tripaseca, Chimpandolfo, Pirata Alma Negra, Pistolero Veloz, Super Sam, entre outros.
- Los Caquitos (1971-1975), como El Peterete.
- El Chavo del Ocho (1972-1980), como Don Ramón.
- Chespirito (1981), como Don Ramón, Super Sam, Tripaseca, vários personagens.
- Federrico (1982), como Don Moncho.
- ¡Ah que Kiko! (1987), como Don Ramón.